# Носферату в Венеции
«Носферату в Венеции» (итал. Nosferatu a Venezia, иное название — «Вампир в Венеции») — итальянский фильм ужасов 1988 года.

## Сюжет
В Венецию приезжает профессор Пэрис Каталано, который намеревается выследить и убить вампира Носферату. В течение одного из спиритических сеансов экстрасенс Тереза, предки которой в своё время имели контакт с вампиром, призывает дух Носферату, и тот пробуждается. Однако вскоре между женщиной и вампиром вспыхивает страсть.

## В ролях
- Клаус Кински — Носферату
- Кристофер Пламмер — профессор Пэрис Каталано
- Дональд Плезенс — Дон Алвис
- Барбара Де Росси — Хелиетта Кэнинс
- Йорго Вояджис — д-р Барневал

## Производство
Первоначально Луиджи Коцци, выступивший в качестве режиссёра картины, должен был заниматься исключительно специальными эффектами картины. Однако после первого же дня съёмок один из первоначальных режиссёров, Марио Кайано, поссорился с исполнителем главной роли Клаусом Кински, ввиду чего сценарий перешёл к продюсеру Аугусто Каминито, который только делал на этом поприще первые шаги. Каминито попросил Коцци помочь ему в режиссуре. Впоследствии Коцци говорил, что работать с Кински было сущим адом:

Иногда он был просто очаровательным человеком, но достаточно было одной малости, чтобы привести его в ярость, и к тому же он был буквально одержим сексом!
— Луиджи Коцци